# Iris innominata
Iris innominata är en irisväxtart som beskrevs av Louis Forniquet Henderson. Iris innominata ingår i släktet irisar, och familjen irisväxter. Inga underarter finns listade i Catalogue of Life.

## Bildgalleri

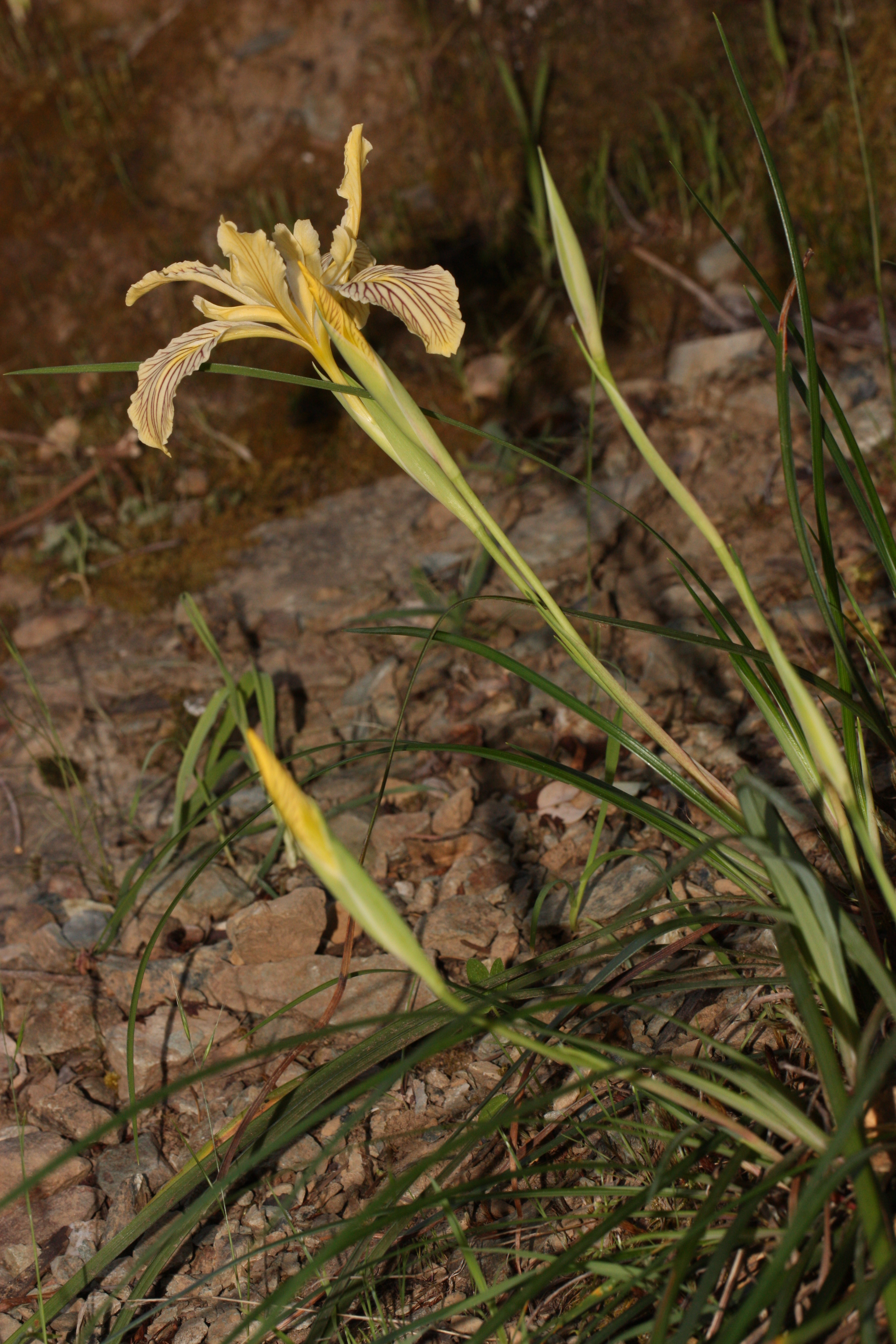
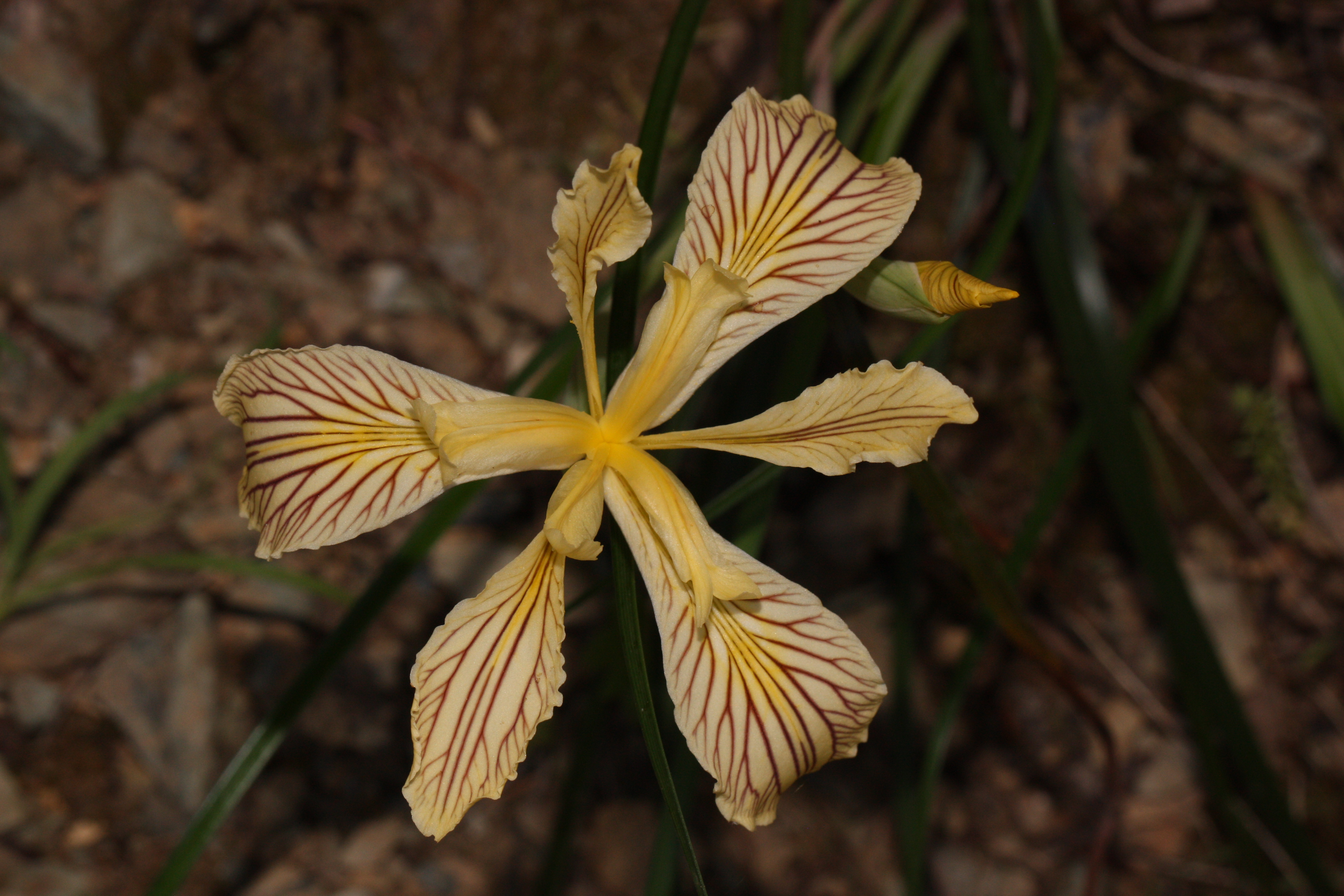
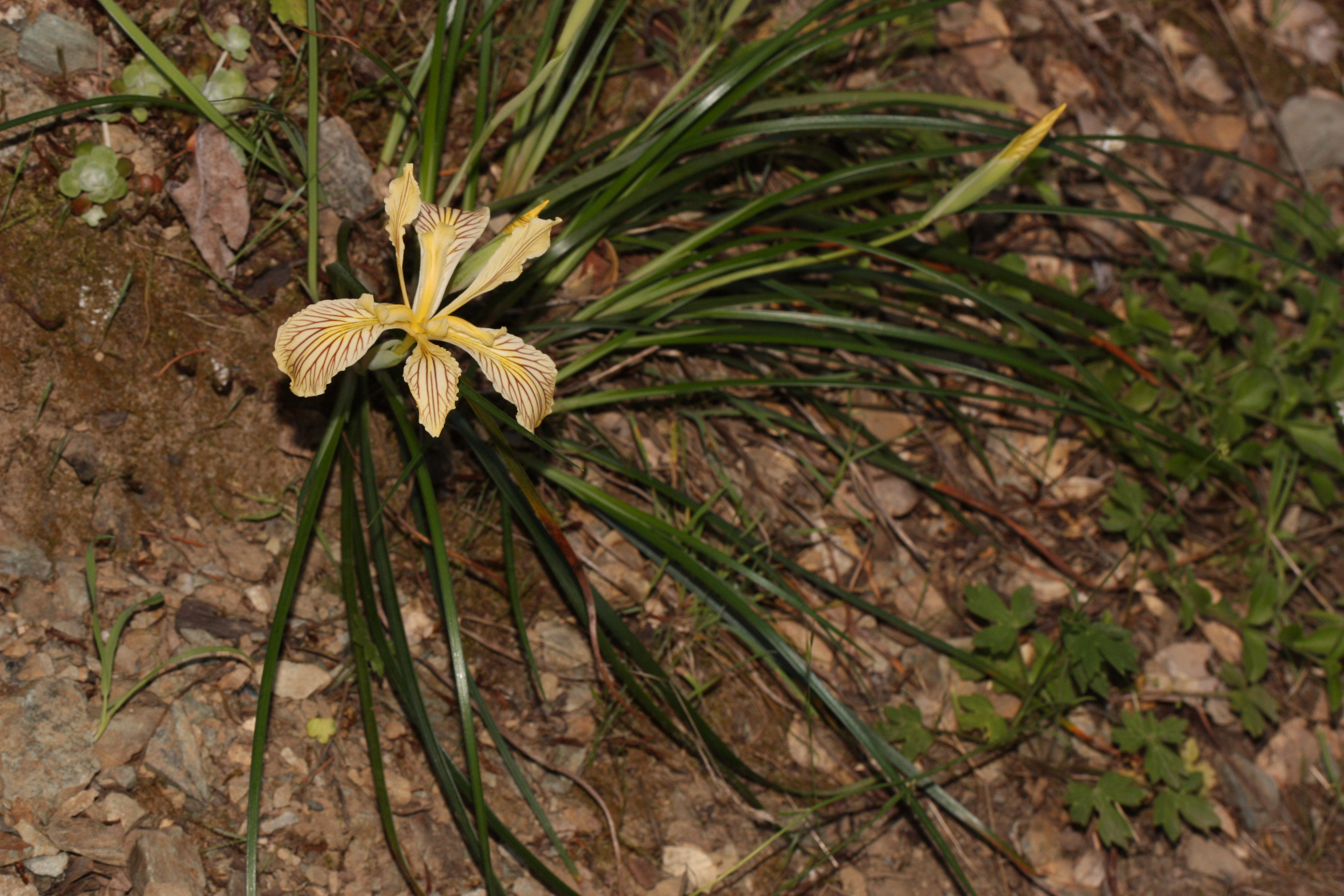
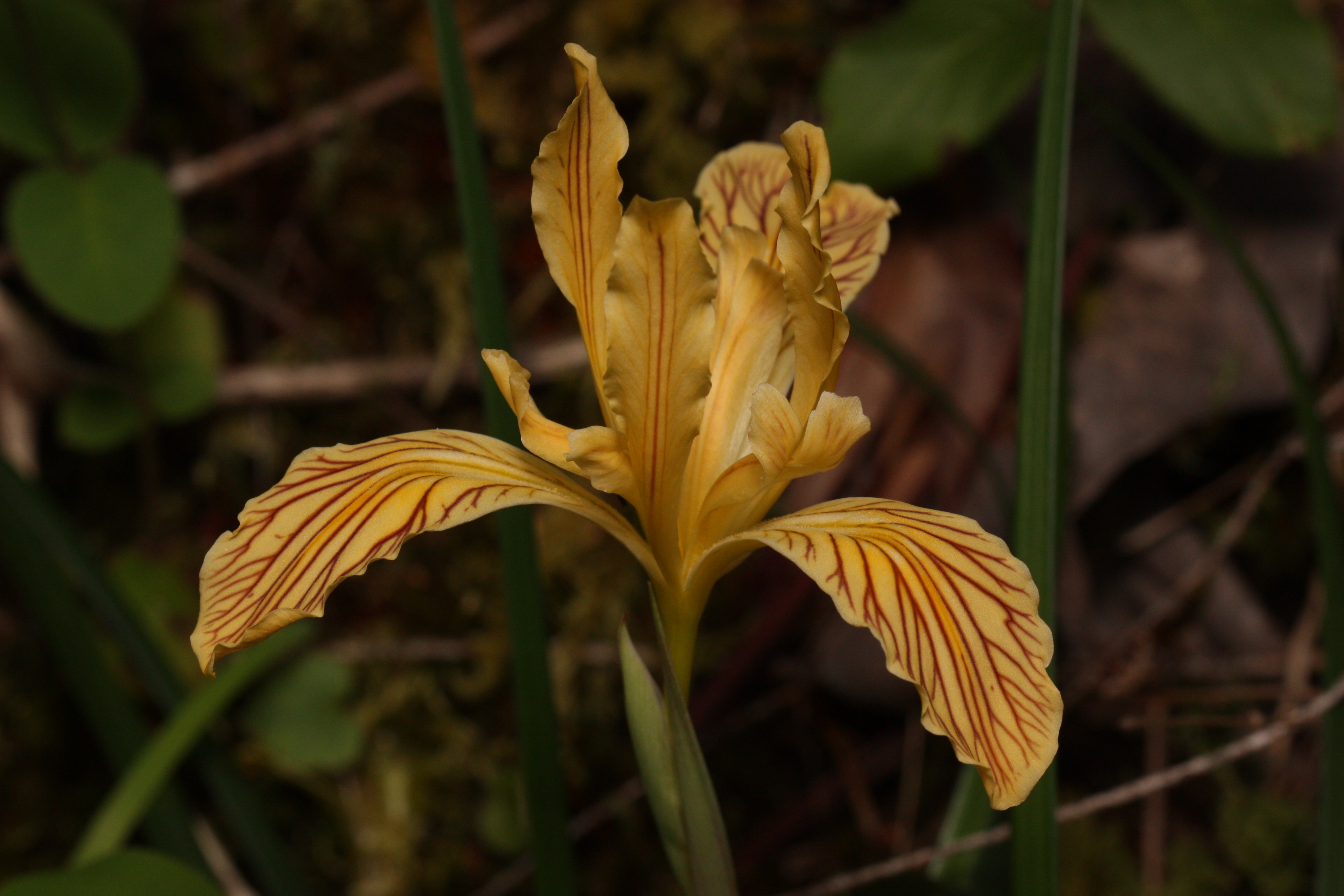
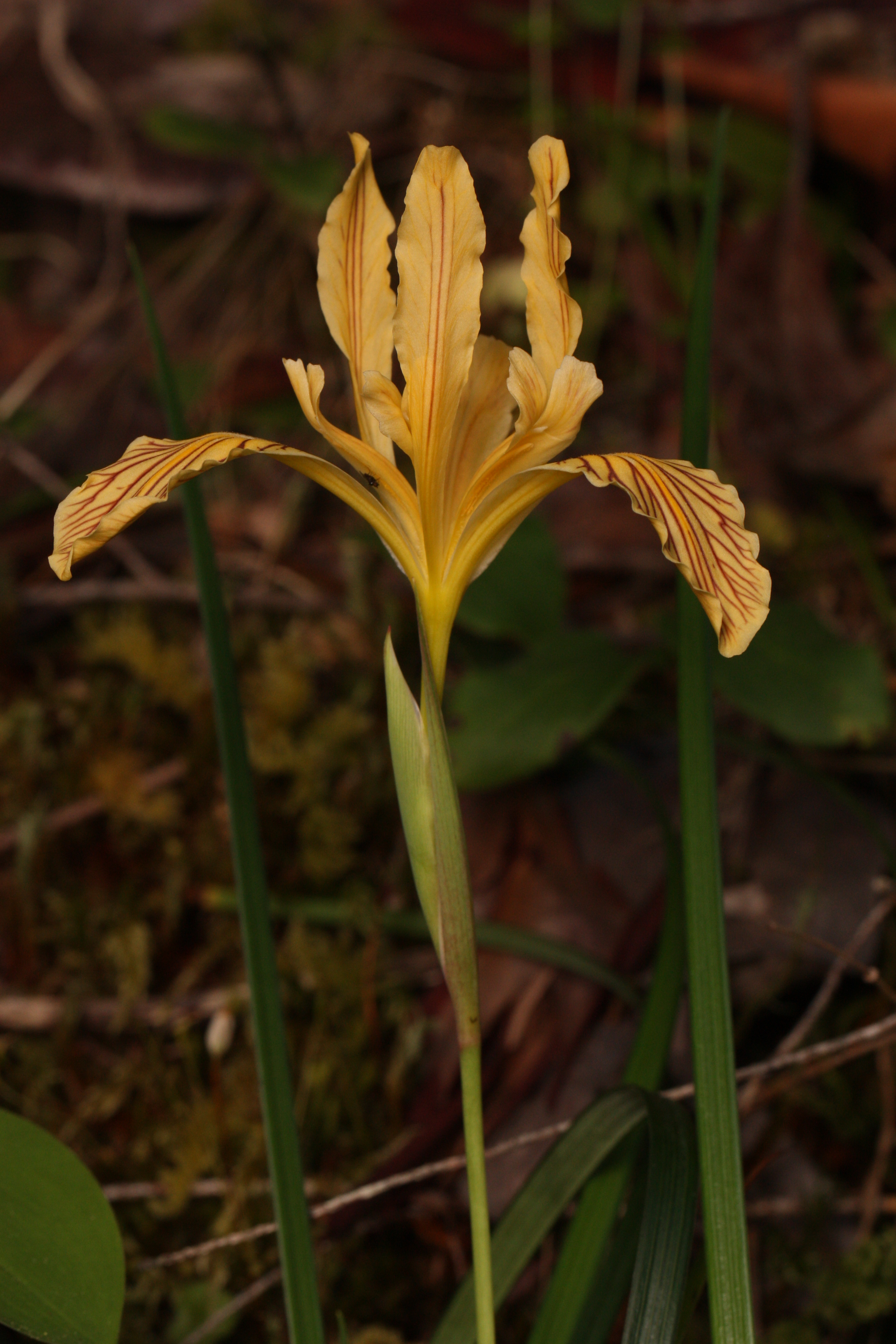
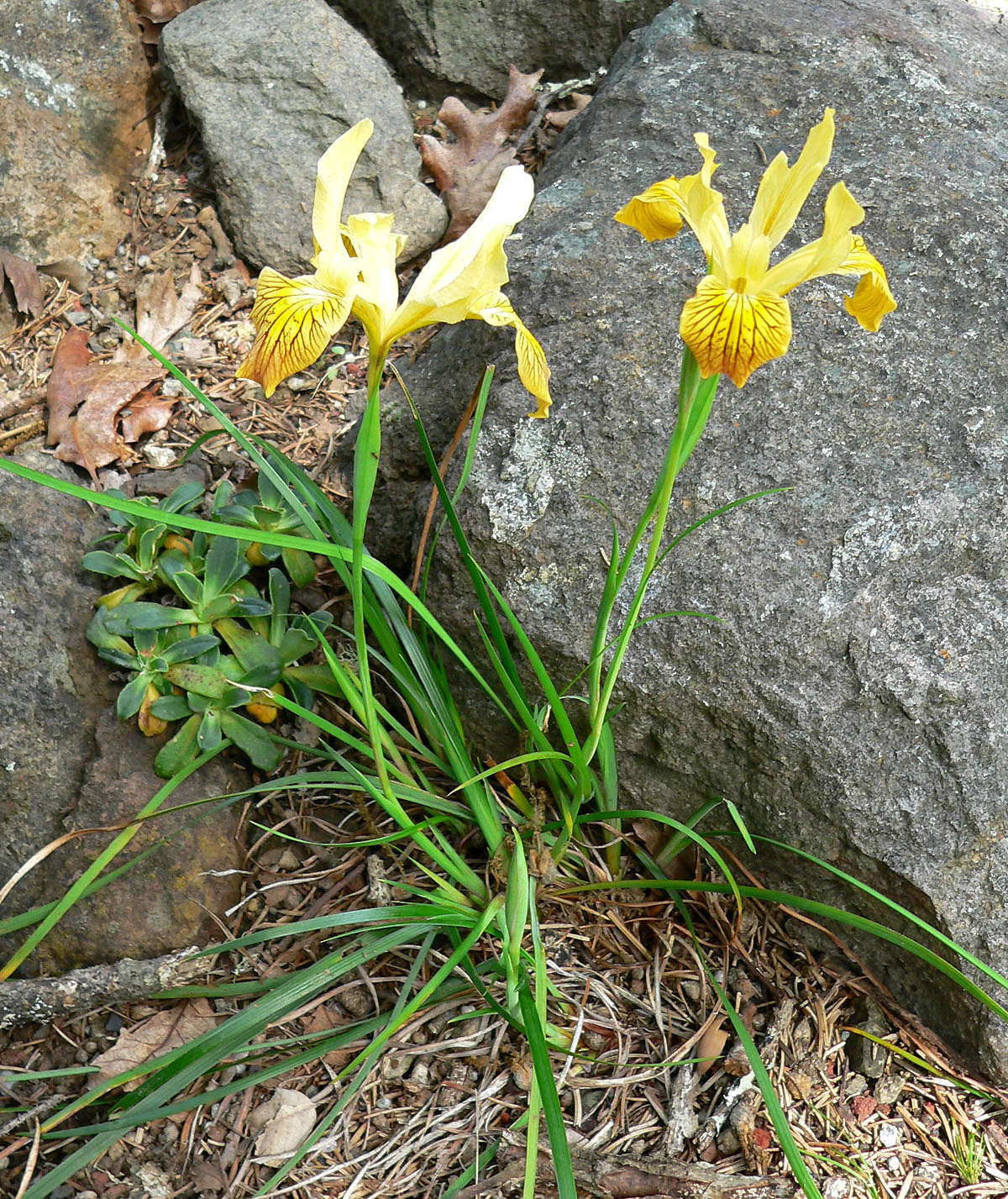